# Hoort
Hoort es un municipio situado en el distrito de Ludwigslust-Parchim, en el estado federado de Mecklemburgo-Pomerania Occidental (Alemania), a una altura de 39 metros. Su población a finales de 2016 era de 596 habs. y su densidad poblacional, 27 hab/km².
Se encuentra ubicado a poca distancia al suroeste de Schwerin.